# Правоохранителни органи в Съединените щати
Правоохраната в Съединените американски щати се осъществява от огромен брой разнообразни служби. Причина за тази палитра е различната юрисдикция на тези организации. От създаването си системата от полицейски органи в САЩ следва британския модел, при който правоохраната се осъществява от териториалните управленски органи, разполагащи с голяма автономия на действията си, а не на национално ниво. Така на общинско ниво още по време на Тринадесетте колонии са организирани стражи, които да съблюдават за обществения ред. Тези градски стражи и шерифите в селските окръзи са първите полицейски органи на територията на Съединените щати, далеч изпреварващи щатските, федералните, частните и военните полицейски органи. Според Наказателния и Наказателно-процесуалния кодекси на САЩ правоохраната се осъществява от три основни дяла – полицейските служби (law enforcement), съдилищата (criminal courts) и институциите за лишаване от свобода (corrections). Характерна особеност е, че за разлика от утвърдените системи в Европа, американското законодателство не прави разграничение между статута на служителите на полицейските служби, затворите и службите, пряко подчинени на съдилищата, като всички те влизат в категорията полицейски служители (law enforcement officers).
Функциите на правоохранителните служби включват както превантивната полицейска работа, поддържаща тясна връзка с населението, така и разследването на извършени престъпления и задържането на извършителите, предоставяне на следствени материали на съдилищата и прокуратурите, връчване на съдебни документи като призовки, отнемане на конфискувано имущество, както и съдействие на органите на властта (като действията при извънредни ситуации например).

## Различни типове полицейски органи

### Федерални
Федералните полицейски служби са подчинени на департаменти на федералното правителство и имат федерална юрисдикция както на територията на щатите, така и в отвъдморските територии, като Пуерто Рико, Американските Вирджински Острови, Гуам и т.н. На федерално ниво се прави разграничение между общи полицейски служби и специализирани полицейски служби. Общите полицейски служби са криминална полиция с правомощията да разследва цялата съвкупност от престъпления по федералния НПК. Това е Федералното бюро за разследване. Служителите на Маршалската служба на Съединените щати, Агенцията за борба с наркотрафика, Бюрото по алкохола, тютюна и огнестрелните оръжия, Имиграционната и митническа служба също имат пълни полицейски правомощия за арест, но работата им в тясноспециализирани сфери. Това, което ги различава от специализираните федерални полицейски служби е юрисдикцията им, включваща цялата територия на САЩ. От друга страна има специализирани федерални полицейски служби с тясни правомощия. Те са куриозни с оглед на световната практика и нямат аналог в други страни.
Съществуват основно в резултат на характерното за страната развитие на федералното правителство и благодарение на междуинституционално съперничество, което прави сливането им и прехвърлянето им от една юрисдикция на друга изключително сложен законодателен процес с много редки примери. Последните са прехвърлянето на Секретната служба на Съединените щати и Бреговата охрана в състава на новосформирания Департамент за вътрешна сигурност. Освен това на федерално ниво често има различна юрисдикция по случаи със сходен предмет на работа. Така например Службата за дипломатическа сигурност на Държавния департамент (американското външно министерство) отговаря за физическата охрана на Държавния секретар на САЩ и висшето ръководство на департамента, както и за гостуващи дипломати от други страни. За сметка на това Секретната служба на Съединените щати под юрисдикцията на Департамента за вътрешна сигурност отговаря за сигурността на гостуващи държавни и правителствени ръководители, на посолствата и генералните консулства на чужди държави на територията на САЩ, които са неприкосновена чужда територия. Тази юрисдикция обаче не се разпростира върху превозните средства на тези дипломатически мисии и дипломатическата поща. Те също се ползват с дипломатическа екстериториалност като неприкосновена територия, но за сигурността им отговаря Службата за дипломатическа сигурност.
Подобно разделение на сходни правомощия има и в охраната на федералната съдебна власт. За физическата охрана на съдиите, прокурорите, служителите и свидетелите на федералните съдилища отговаря Маршалската служба на САЩ. За охраната на самите сгради на федералната съдебна система (със специални технически средства и жива охрана) отговаря Федералната служба за охрана (Federal Protective Service – FPS) на Националния директорат за охрана и програми (National Protection and Programs Directorate) на Департамента за вътрешна сигурност, тъй като сградите на федералните съдилища са федерално недвижимо имущество. Физическата охрана на сградите на съдилищата не се осъществява от служители на нито една от двете служби, а от частни охранители на договор към федералната служба за охрана. Подборът на тези служители се осъществява съвместно както от службата, така и от федералните маршали. Когато има повишен риск за сигурността на тези обекти с оглед на провеждането на съдебни заседания по процеси, свързани с тероризъм, наркокартели и т.н. засилената охрана на сградите се осъществява от Групата за специални операции на Маршалската служба на Съединените щати. Това голямо разнообразие на полицейските служби прави съвместната им работа изключително трудна, поради характерото съперничество между отделните полицейски служби и между съответните им ресорни департаменти, които са особено чувствителни по темата и приемат за вмешателство в ресорите си работата на други служби по сходни задачи. Затова се създават „целеви оперативни групи“ (Task Force) от две или повече полицейки служби, които подписват споразумение пред съдия за формирането на временна група за решаването на определен случай/ случаи с ясно определени начини на работа и ръководеща служба на групата. След постигане на целите ѝ групата спира да съществува. Като пример за такава целева оперативна група може да бъде създадена Task Force за овладяване на повишената активност на престъпна група за наркотрафик в определен район. Такава оперативна група би могла да включва агенти на Федералната агенция за борба с наркотрафика (DEA), която ще бъде водещата служба, агенти на Федералната служба за митнически контрол, детективи на отделите за борба с наркотрафика на полицейските департаменти в големите градове в засегнатия район, шерифските служби в района, детективи на съответната щатска полиция/ полиции и на щатската пътна полиция/ полиции, патрулиращи пътните артерии, по които се доставят пратките. Всяка една от тези служби има правомощията да работи самостоятелно по преките си задължения, но формирането на такава целева оперативна група допринася съществено за времето за реакция, установява ускорени начини за взаимодействие, възползва се от задълбочените умения и информация на отделните служби в съответните им сфери на специализация и значително съкращава документооборота, който би бил необходим, ако службите действат самостоятелно една от друга. Като правило федералните полицейски служби действат по утвърдения в Наказателно-процесуалния кодекс на САЩ списък от федерални престъпления (например фалшифициране на финансови инструменти, като престъпление, нарушаващо между-щатската търговия) или когато престъпник или престъпна група извърши през-щатско престъпление (например убийство в един щат и бягство от правосъдието в друг щат) или серия от престъпления в различни щати (например обири на банкови клонове) в два или повече щати. Подобно разпределение на работата има и между щатската полиция и общинските полицейски служби в определен щат. Когато извършено престъпление премине окръжната граница, резследването му преминава в юрисдикцията на щатските полицейски служби, а когато премине щатската граница – на федералните полицейски служби. В противен случай работата по него е от правомощията на окръжните/ общинските полицейски служби. Те биха могли да поискат съдействие от щатските или федералните органи, но това става рядко. Причината местните органи да се въздържат от това е, че бранят своята автономност, а причината да поискат съдействие от по-горна инстанция обикновено е, че по-горните инстанции разполагат с по-високотехнологично оборудване. Освен това местните полицейски служби са напълно автономни в работата си, включително по отношение на набирането и обучението на кадри, но финансовите възможности на малките департаменти (с численост няколко десетки служители) не им позволяват да поддържат свои собствени полицейски школи. Тези департаменти сключват споразумение с друга общинска полицейска служба и подготвят кадрите си в нейната школа, но по-често за обучението на кадрите им се грижи полицейската школа на съответната щатска полиция.
Всеки федерален департамент разполага със свой собствен инспекторат, изпълняващ полицейски функции в рамките на департамента. Федералните правоохранителни органи с общи полицейски функции са подчинени на:
- Департамент по правосъдие (Department of Justice (USDOJ)[3]
  - Маршалска служба на Съединените щати (United States Marshals Service (USMS)
  - Федерално бюро за разследване (Federal Bureau of Investigation (FBI)
  - Администрация за борба с наркотиците на Съединените щати (United States Drug Enforcement Administration (DEA)
  - Бюро по алкохола, тютюна, огнестрелните оръжия и взривните вещества (Bureau of Alcohol, Tobacco, Firearms, and Explosives (ATF)
  - Федерално бюро на затворите (Federal Bureau of Prisons (BOP)

- Департамент за вътрешна сигурност (Department of Homeland Security (DHS)[4]

- - Секретна служба на Съединените щати (United States Secret Service (USSS)
  - Директорат за национална охрана и програми (National Protection and Programs Directorate)
    - Федерална охранителна служба (Federal Protective Service (FPS)

  - Брегова охрана на Съединените щати (United States Coast Guard (USCG)
    - Разследваща служба на Бреговата охрана (Coast Guard Investigative Service (CGIS)

  - Гранична и митническа охрана на Съединените щати (United States Customs and Border Protection (CBP)
  - Имиграционна и митническа охрана на Съединените щати (United States Immigration and Customs Enforcement (ICE)
  - Граждански и имиграционни служби на Съединените щати (United States Citizenship and Immigration Services (USCIS)
  - Администрация за транспортна сигурност (Transportation Security Administration (TSA)
    - Служба за право-охрана/ Служба на федералните въздушни маршали (Office of Law Enforcement/Federal Air Marshal Service (OLE/FAMS)

- Департамент на природните богатства (Department of the Interior (USDI)[5]

- - Бюро по индианските въпроси (Bureau of Indian Affairs (BIA)
    - Полиция на БИВ (Bureau of Indian Affairs Police (BIA Police)

  - Бюро по земите федерална собственост (Bureau of Land Management (BLM)
    - Право-охранителна служба (Office of Law Enforcement (BLM Rangers and Special Agents)

  - Поземлено бюро (Bureau of Reclamation (BOR)
    - Право-охранителна служба (Bureau of Reclamation Office of Law Enforcement (BOR Rangers)

  - Полиция на Поземленото бюро/ Полиция на Язовир Хувър (Bureau of Reclamation Police/ Hoover Dam Police)
  - Национална служба на природните паркове (National Park Service (NPS)
    - Право-охранителна служба, Охранителни и спасителни служби (Division of Law Enforcement, Security and Emergency Services (U.S. Park Rangers-Law Enforcement)
    - Полиция на природните паркове на Съединените щати (United States Park Police)

  - Служба по регулация на минното дело и рекултивацията (Office of Surface Mining Reclamation and Enforcement (OSMRE)
  - Служба по риболова и дивите животни на Съединените щати (United States Fish and Wildlife Service (USFWS)
    - Право-охранителна служба (Office of Law Enforcement)
    - Дивизия по защита на защитените биологични видове (Division of Refuge Law Enforcement)

- Държавен департамент (Department of State (DoS)[6]

- - Бюро за дипломатическа сигурност (Bureau of Diplomatic Security (DS)
    - Служба за дипломатическа сигурност на Съединените щати (U.S. Diplomatic Security Service (DSS)
    - Служба за чуждестранни мисии (Office of Foreign Missions)

- Департамент на съкровищницата (Department of the Treasury, финансово министерство)[7]
  - Акцизно бюро за алкохол и тютюн (Alcohol and Tobacco Tax and Trade Bureau)
  - Бюро за парично печатане и монетосечене (Bureau of Engraving and Printing (BEP)
    - Полиция на БППМ (BEP Police)

  - Мрежа за борба с финансовите престъпления (Financial Crimes Enforcement Network (FINCEN)
  - Дивизия за криминални разследания на данъчната администрация (Internal Revenue Service Criminal Investigation Division (IRS-CI), финансово разузнаване)

- Департамент на търговията (Department of Commerce (DOC)
  - Бюро за индустриална сигурност (Bureau of Industry and Security (BIS)[8]
    - Служба за експортни регулации (Office of Export Enforcement (OEE)

  - Национален институт за стандартизация и технологии (National Institute of Standards and Technology (NIST)
    - Полиция на НИСТ (NIST Police)

  - Национална океанографска и атмосфера администрация (National Oceanic and Atmospheric Administration (NOAA)
    - Национална служба по риболовството (National Marine Fisheries Service (NMFS)
      - Право-охранителна служба (National Oceanic and Atmospheric Administration Fisheries Office for Law Enforcement (OLE)

  - Служба за сигурност (Department of Commerce Office of Security (DOCOS)

- Департамент на енергетиката (Department of Energy (DOE)
  - Служба за транспортна сигурност на ядрени материали Office of Secure Transportation (OST)[9]

- Департамент на здравеопазването (Department of Health and Human Services
  - Администрация по храните и лекарствата на Съединените щати (United States Food and Drug Administration (HHSFDA)
    - Служба за криминални разследвания (Office of Criminal Investigations (OCI)

- Департамент на земеделието (Department of Agriculture (USDA)
  - Лесничейска служба на Съединените щати (United States Forest Service (USFS)
    - Служба за право-охрана и разследвания (U.S. Forest Service Law Enforcement and Investigations (USFSLEI)

- Отделни служби
  - Централно разузнавателно управление (Central Intelligence Agency (CIA)
    - Служба за охрана и сигурност (Security Protective Service (CIASPS)

  - Банка на Федералния резерв (Federal Reserve Bank)
    - Полиция на Федералния резерв (Federal Reserve Police)

  - Агенция за защита на околната среда на Съединените щати (United States Environmental Protection Agency)
    - Дивизия за криминални разследвания (Criminal Investigation Division (EPACID)

  - Национална администрация за въздухоплавателни и космически изследвания (National Aeronautics and Space Administration (NASA)
    - Служба за охрана (NASA Protective Services)

  - Пощенска служба на Съединените щати (United States Postal Service (USPS)
    - Пощенска полиция на Съединените щати (U.S. Postal Police)

### Щатски
Всеки американски щат разполага със собствена щатска полицейска служба, макар че невинаги официалното ѝ название е такова (например щатската полицейска служба на Тексас са Тексаските рейнджъри, на Аляска – Щатските конни полицаи на Аляска (Alaska State Troopers), а в някои щати функциите на щатска полиция се изпълняват от съответната щатска пътна полиция, наричана Магистрален патрул (Highway Patrol)). Това е униформената полицейска служба, осъществяваща функциите на охранителна полиция, извършваща превантивна работа, отзоваваща се на обаждания на граждани при спешни случаи, оказване на съдействие на други служби, като пожарна, бърза помощ и т.н. В някои щати щатската полицейска служба е една и детективите, извършващи разследване на престъпления са част от нея. В други случаи те са обособени в отделно Щатско бюро за разследване (ЩБР), което е щатският еквивалент на ФБР и по същия начин е подчинено на щатския главен прокурор (ФБР е подчинено на Главния прокурор на Съединените щати).
Щатските полицейски служби започват формирането си в началото на двадесети век, използвайки модела на работа на Кралската канадска конна полиция и Федералната полиция на Австралия – конни патрули в райони, отдалечени от гъсто-населените градски центрове и полицейска служба, независима от политическите интереси на местно ниво. Освен това във времената на войните на американското правителство с индианските племена кавалерията на Американската армия е изпълнявала подобни жандармерийски функции. Затова при формирането на Пенсилванската щатска полиция, която се счита за първата такава организация, официално носеща това наименование, се залагат кавалерийските традиции, въпреки че службата е изцяло цивилна. По тези традиционни причини редовите служители на щатските полиции се наричат „trooper“, което е название на кавалерист (за разлика от редовите полицаи в общинските полицейски департаменти, които са наричани най-често „patrolman“, патрулиращ полицай). Поради същите „воински“ традиции териториалните подразделения на щатските полиции се наричат „роти“ или „ескадрони“, което е кавалерийският еквивалент на рота, а някои началници на щатски служби дори носят званието „полковник“, за разлика от традиционното „комисар“ или по-точно „комисионер“. Бързото и широко разпространение на автомобила в САЩ в началото на века води и до бързото моторизиране на полицейските сили, но кавалерийската традиция на щатските служби се запазва.
Освен това щатите може да имат отделни полицейски служби извън структурата на щатската полиция, които да охраняват правителствения комплекс на съответния щат, щатския конгрес, резиденцията на губернатора и т.н. Щатската данъчна служба може да има собствена полиция, както и природните паркове, ловните резервати и обществено притежавани компании, стопанистващи инфраструктурни проекти от щатско и национално значение.
Всеки щат има своя служба за изтърпяване на наказания, която според американската правна теория е част от правоохранителните органи на съответния щат.
Различни наименования на щатски полицейски служби:
- Щатски конни полицаи на Аляска
- Щатска полиция на Мериленд
- Шосеен патрул на Флорида
- Щатски шосеен патрул на Северна Каролина
- Щатски патрул на Вашингтон

Всеки щат разполага и с разследваща агенция от цивилни детективи, които разследват извършени престъпления, събират доказателствен материал и предават случаите на щатския прокурор. Тази служба обикновено се нарича Щатско бюро за разследване и е подчинена на Главния прокурор на съответния щат, така както Федералното бюро за разследване е подчинено на Главния прокурор на Съединените щати, но това не е задължително. В някои случаи бюрото е подчинено на губернатора на съответния щат, а в други е отдел на съответната униформена щатска полицейска служба. Друга разлика с ФБР е, че докато на федерално ниво борбата с наркотрафика и незаконния трафик на огнестрелни оръжия влизат в правомощията на служби, различни от ФБР (съответно Агенция за борба с наркотрафика и Бюро по алкохола, тютюна, огнестрелните оръжия и взривните вещества), то на щатско ниво по правило тези задачи влизат в ресора на Щатското бюро за разследване. Борбата с тероризма е прерогатив на ФБР и щатските бюра могат да работят по нея единствено в спомагателна роля на ФБР по негова изрична молба.

### Окръжни
Съединените щати са федерална република, създадена от суверени държави. Затова в американския английски език не се прави разлика между „щат“ и „държава“, като и за двете понятия се използва думата „state“. Териториалното деление на отделните щати се определя от законодателните им събрания, които създават окръзи и общини като местни органи на самоуправление. Според американската политико-правна теория тези местни органи на самоуправление отговарят за обществения ред в териториите си. Така полицейските служби на окръжно и общинско подчинение са първите полицейски органи, възникнали на територията на Съединените щати изпълняват основен дял от полицейската работа на територията на федерацията. Конституциите на отделните щати не просто позволяват на тези местни органи на самоуправление правото да създават полицейски органи, а им вменяват това задължение. По принцип има разграничение между видовете полицейски служби. В градските общини се създават Полицейски департаменти (например Полицейски департамент на град Ню Йорк – New York City Police Department – NYPD, най-многобройната общинска полицейска служба в Съединените щати), а в окръзите се създават Шерифски служби (най-голямата такава служба е Шерифската служба на окръг Лос Анджелис – Los Angeles County Sheriff's Department). С времето настъпват големи реорганизации в органите на местно самоуправление, които дават отражение в организацията на окръжните и общински полицейски служби и това разграничение става специфично за всеки отделно взет случай.

#### Окръжна полиция
Окръжна полиция съществува само в силно урбанизирани окръзи с голяма гъстота на населението. В тези случаи основната полицейска работа в окръга се ппоема от окръжната полиция, а съответната шерифска служба се ограничава във функциите си до охрана на съдебната власт в окръга, охрана на окръжния затвор, връчването на призовки и конфискацията и търгуването с иззето имущество. Пример за това разпределение е окръг Албемарл в щата Вирджиния. Окръгът разполага с Окръжна полиция на окръг Албемарл (осъществяваща охраната на обществения ред) и с Шерифска служба на окръг Албемарл (осъществяваща охраната на съдебната власт). Тъй като Шарлътсвил (в който се намира окръжната администрация и е административен център) е отделен град с окръжно значение, общинската администрация на града разполага със свои собствени Полицейски департамент на Шарлътсвил (Charlottesville Police Department) и с Шерифска служба на Шарлътсвил (Charlottesville Sheriff's Office), осъществяващи сходни функции с тези на съответните окръжни служби, но в рамките на градската община. В други случаи, като окръг Кук в щата Илинойс например окръжната полиция е отдел на Шерифската служба. Функцията на окръжната полиция съвпада с тази на шерифските служби и се състои основно в полицейската работа в границите на окръга, но извън границите на обособените в окръга градски общини, но е възможно да съществуват и изключения от това правило. Тези части от окръга, извън юрисдикцията на градски общини, където шерифската служба/ окръжната полиция осъществява работата си се наричат „unincorporated areas“. Съществува следната класификация на окръжните полицейски служби:
- Пълноправни (Full-service) – Осъществяват обща полицейска работа на територията на целия окръг, включително и в границите на градските общини и специалните окръзи. Тъй като в американското законодателство средното образование е задължение на окръга, гимназиите, въпреки че са разположени на територията на общини, са извън общинската юрисдикция и на практика формират отделна община в границите на окръга със свой отделен бюджет и своя отделна полиция. Когато такава отделна полиция не е формирана, гимназиалният окръг възлага чрез договор полицейската работа на територията на училищата си на окръжната полиция.
- Ограничени (Limited service) – За разлика от пълноправните осъществяват обща полицейска работа на територията на целия окръг извън границите на градските общини. По договор могат да работят и на територията на специалните окръзи.
- Охранителни (Restricted service) – Ограничават се до охрана на имущество и недвижими имоти на съответния окръг. В някои случаи функционират и като пътна полиция на окръжните пътища.

По принцип полицейската работа на окръжно ниво се осъществява от шериф, избиран пряко от населението. Това го превръща в политическа позиция, освен позицията му на началник на полицейска служба и понякога това води до междуличностни конфликти между кмета и шерифа, с разликата, че докато кмет може да уволни във всеки един момент началник на полицейски департамент, не може да уволни шериф. За да заобиколят това обстоятелство някои общини формират окръжни полиции, които да поемат основните полицейски функции в окръга. Но тъй като институцията на шерифа е създадена на щатско ниво от Конгреса на съответния щат, общините не могат да закриват тези служби. В резултат окръжната полиция не може да замени шерифската служба и последната продължава съществуването си и след създаването ѝ.

#### Шерифски служби
Шерифските служби са органи на окръзите. Основна разлика между Комисаря на полицейските департаменти и Шерифа на шерифската служба е, че първият се назначава от кмета и може да бъде уволнен от него във всеки един момент без нужда от обяснение, а вторият се избира от населението и може да бъде отстранен само при закононарушения и задействана процедура по „импийчмънт“ (отстраняване от поста на титуляри на изборни длъжности). Също както окръжната полиция и шерифските служби са класифицирани в следните категории:
- Пълноправни (Full-service) – Осъществяват обща полицейска работа на територията на целия окръг, включително криминални разследвания, патрулиране на пътната мрежа, охрана на обществения ред.
- Ограничени (Limited service) – Осъществяват обща полицейска работа на територията на окръга извън границите на градските общини, а в тях охраняват имуществото и недвижимите имоти на окръга. По договор могат да работят и на територията на специалните окръзи.
- Специализирани (Restricted service) – Осъществяват основно работа по охрана на съдебната власт на окръга, на окръжния затвор, транспортирането на затворници и арестанти, връчването на призовки, осъществяването на конфискации и организирането на търгове за конфискуваното имущество. В Тексас шерифските служби са натоварени и със задържането и въдворяването в психиатрични клиники на душевно болни хора, разпоредени от съда или когато тези хора представляват непосредствена заплаха за живота и здравето на себе си и околните.

В окръзите с малко население и малък щат на службата шерифът изпълнява директно полицейски функции, докато в окръзите с голямо население той е преди всичко висш администратор и началник на службата.

### Общински
Общините в Съединените щати се създават с решение на законодателното събрание (Конгреса) на съответния щат и се състоят в издаването на харта, определяща правомощията на съответната община. В тези правомощия влиза и осигуряването на обществения ред на територията ѝ. На основата на тези харти общините формират свои полицейски департаменти, които са част от и подчинени на общинската власт. Тези полицейски департаменти могат да варират по своята численост от един-единствен служител в малки градчета със свое общинско самоуправление (наричан градски маршал (town marshal или city marshal), като разграничение между него, назначаван от кмета, и шерифите в окръзите, избирани директно от населението) до над 40 000 служители на Полицейския департамент на град Ню Йорк. Общинските полицейски служби се наричат просто с името на града и наставката полицейски департамент, например Pittsburg Police Department – Полицейски департамент на град Питсбърг – PPD. Най-старата общинска полиция в Съединените американски щати е Бостънският полицейски департамент (Boston Police Department (BPD), създаден през 1838 г. Когато община и окръг се споразумеят да формират общ полицейски департамент, който да покрива цялата им територия и който да бъде финансиран съвместно от бюджетите им, те формират Метрополитен или Общ полицейски департамент. Такъв пример е Метрополитен полицейски департамент на Лас Вегас (Las Vegas Metropolitan Police Department – LVMPD), покриващ територията на Община Лас Вегас и Окръг Кларк в щата Аризона. Такова сливане на общински с окръжни полицейски служби може да стане само с одобрението на съответния щатски сенат.

### Частни полицейски служби
Частните полицейски органи са полицейски служби, които не са подчинени директно на федералното правителство, на щатското правителство или на местни органи на властта (окръзи и общини).
Това не значи непременно, че тези служби са формирани от частни компании. Повечето частни полиции са собственост на търговски дружества, представляващи федерална, щатска, окръжна или общинска собственост. Пример за такива най-често са транспортни корпорации, като федералните пътнически железници Amtrak (Amtrak Police Department), или Пристанищно управление на Ню Йорк и Ню Джързи (Port Authority of New York and New Jersey Police Department). Пристанищното управление е създадено от щатите Ню Йорк и Ню Джързи с цел да стопанисва транспортната инфраструктура в района на Порт Ню Йорк и Ню Джързи и отговаря за пътните артерии и мостове, свързващи двата щата, включително пристанищни съоръжения и терминали, мостове, шосейни и железопътни тунели, подземно метро и международни летища. Като служба, създадена да охранява собствеността на корпорацията, всеки неин полицейски служител има пълни правомощия на територията на обектите ѝ както в щата Ню Йорк, така и в щата Ню Джързи, което не би било възможно, ако охраната се осъществяваше от полицейски служители на щатските или общинските полицейски служби.
Други примери за такива частни полицейски служби са Полицията на Монетния двор на САЩ (United States Mint Police (USMP) и Полицейската служба на Управлението на Долината на река Тенеси (Tennessee Valley Authority Police), което представлява корпорация собственост на федералното правителство, създадена по времето на политиката на Ню Дийл на президента Рузвелт, с цел да осигури работа на множество безработни и същесвременно да построи множество инфраструктурни обекти като ВЕЦ-ове, напоителни канали и т.н., които да облагородят района, да се справят с честите разливи на реката и да дадат тласък на индустриализацията на района. Службата охранява обектите, собственост на държавната корпорация.
В Съединените американски щати университетите се създават с концесия, присъдена от съответния щат, която им дава автономия, по смисъла на закона подобна на тази на общините. Като такива, това означава, че университетските власти отговарят за охраната на обществения ред на територията си и са длъжни да формират свои собствени полицейски департаменти. Те имат пълни полицейски правомощия на територията на университетските обекти и студентските градчета. Университетите сами отговарят за финансирането си и някои разполагат с особено щедри дарители и големи финансови възможности. Така оборудването на някои университетски полицейски департаменти, въпреки ограничената им юрисдикция е по-добро от оборудването на общинските полицейски управления и окръжните шерифски служби, на чиято територия са разположени.
Особен пример за частна полиция, който добре илюстрира сложността на системата от полицейски органи в Съединените щати е Полицията на Федералното бюро за разследване (FBI Police). От една страна Бюрото е федерален правоохранителен орган, пряко подчинен на Департамента по правосъдие и на Главния прокурор на САЩ, разполагащ с пълни разследващи функции и правомощия на територията на цялата страна по разкриването на федерални престъпления. От друга страна полицейската му служба е охранителна организация, осигуряваща безопасността и сигурността на сградите, собственост на бюрото и намиращите се в тях служители на Бюрото и граждани. Като такава служителите ѝ имат пълното право да претърсват и задържат лица, които представляват заплаха за режима на сигурност в тези обекти, но нямат същата федерална юрисдикция и разследващи правомощия на агентите на ФБР, а само юрисдикция и разследващи правомощия, свързани именно със заплаха за сигурността на обектите на Бюрото.

### Служби на Департамента на отбраната
Чисто формално полицейските служби на Департамента на отбраната би трябвало да спадат към федералните, но особената им юрисдикция ги класифицира в отделна категория. Спадат в три отделни подкатегории – родове войски, цивилни служби за криминални разследвания и охранителни служби.

### Военно-полицейски служби
Военно-полицейските служби са родове войски, съставени от офицери и военнослужещи. Те са включени в командно-организационната структура на въоръжените сили, като са подчинени на командванията и щабовете на съединенията.
ДЕПАРТАМЕНТ НА ОТБРАНАТА (Department of Defence)
- Департамент на Армията (Department of the Army)
  - Корпус военна полиция на Армията на САЩ (United States Army Military Police Corps)
- Департамент на Военноморските сили (Department of the Navy)
  - Офис на Началника на военната полиция на ВМС (US Navy Master-at-arms)
  - Офис на Началника на военната полиция на морската пехота (Marine Corps Provost Marshal's Office)
- Департамент на Военновъздушните сили (Department of the Air Force)
  - Сили за сигурност на ВВС (Air Force Security Forces)

### Служби за криминални разследвания
Това са полицейски служби на видовете въоръжени сили и Департамента на отбраната, съставени от офицери и специални агенти. Те са извън командно-организационната структура на въоръжените сили, като са подчинени директно да секретарите на съответните ведомства. Тази организация им позволява да провеждат независими разследвания срещу всички военно-служещи във въоръжените сили, без да зависят от командната верига. Офицерите в състава на тези служби нямат отношение към провежданите разследвания. тяхната задача е логистичното осигуряване на работата на специалните агенти на съответните служби и оперативната информация между специалните агенти в съответното подразделение и щабовете на въоръжените сили и съединенията. Макар подбора на специални агенти да се извършва измежду сержантския и воинския състав на въоръжените сили, след подбора им те преминават специализирано обучение по криминалистика, след което се зачисляват към резерва, а във връзка с работата си на активна служба получават звание „специален агент“, което ги превръща в цивилни служители. Подборът измежду военнослужещите не е задължителен за Службата за криминални разследвания на Отбраната, която приема и кандидати от цивилния живот. Службите се занимават с криминални разследвания и контра-разузнаването не е техен ресор.
ДЕПАРТАМЕНТ НА ОТБРАНАТА (Department of Defence)
- Служба на Генералния инспектор (Office of Inspector General (DODOIG)
  - Службата за криминални разследвания на Отбраната (Defense Criminal Investigative Service (DCIS)
- Департамент на Армията (Department of the Army)
  - Командване за криминални разследвания на Армията (United States Army Criminal Investigation Command (CID)
- Департамент на Военноморските сили (Department of the Navy)
  - Военноморска служба за криминални разследвания (Naval Criminal Investigative Service (NCIS)
  - Дивизия за криминални разследвания на Корпуса на морската пехота на САЩ (United States Marine Corps Criminal Investigation Division (USMC CID)
- Департамент на Военновъздушните сили (Department of the Air Force)
  - Служба за специални разследвания на Военновъздушните сили (Air Force Office of Special Investigations (AFOSI)

### Цивилни полицейски служби
Това са полицейски служби на видовете въоръжени сили и Департамента на отбраната, съставени от цивилни служители. Те са извън командно-организационната структура на въоръжените сили, като са подчинени директно да секретарите на съответните ведомства. Работата им е охраната на обектите на Департамента на отбраната и дисциплината на цивилните служители на департамента.
ДЕПАРТАМЕНТ НА ОТБРАНАТА (Department of Defence)
- - Агенция за охрана на Пентагона (Pentagon Force Protection Agency (PFPA)
  - Полиция на Пентагона на Съединените щати (United States Pentagon Police (USPPD)
  - Полиция на Департамента на отбраната (Department of Defense Police)
  - Полиция на Логистичната агенция на Отбраната (Defense Logistics Agency Police (DLA)
  - Полиция на Агенцията за национална сигурност (National Security Agency Police (NSA)
  - Полиция на Агенцията за отбранително разузнаване (Defense Intelligence Agency Police (DIA)
  - Полиция на Националната агенция за геостационарно разузнаване (National Geospatial-Intelligence Agency Police (NGA)
- Департамент на Армията (Department of the Army)
  - Цивилна полиция на Департамента на Армията (Department of the Army Civilian Police)
- Департамент на Военноморските сили (Department of the Navy)
  - Полиция на Департамента на Военноморските сили (Department of the Navy Police)
  - Полиция на Корпуса на морската пехота на Съединените щати (United States Marine Corps Police)
- Департамент на Военновъздушните сили (Department of the Air Force)
  - Полиция на Департамента на Военновъздушните сили (Department of the Air Force Police